# 著作権延長法
著作権延長法（英語: Copyright Term Extension Act, CTEA）あるいは、ソニー・ボノ著作権延長法（英語: Sonny Bono Copyright Term Extension Act）とは、著作権の保護期間延長を主目的としたアメリカ合衆国の連邦法改正法である。1998年10月に制定され、同月に発効した。
1977年までに発表された著作物の法人著作権の満了を発行後75年から95年に延長し、また、1978年以降に発表された作品については、保護期間は原則として、著作者の死後70年間、法人著作の場合は「発行後95年間」か「制作後120年間」のいずれか短い方となった。
法律名は、デュオグループ「ソニー&シェール (Sonny & Cher)」のメンバーで、のちに上院議員になり、成立当年に事故で没したソニー・ボノ (Sonny Bono)の功績を称えて付けられている。

## 概要
この立法措置により、著作権切れを間近に控えた1920年代の作品群の大多数は2010年代までその期間先延ばしされることとなったが、それらの作品で現在も購入・鑑賞・閲覧などのアクセスが可能なものは全体の1～2％に過ぎず、著作権の所在が不明な「孤児著作物」を人為的に大量発生させただけだと言う批判も生まれた。

1928年に発表された蒸気船ウィリーはこの法律により2023年12月31日まで著作権が保持されることとなった

1928年に発表された「ミッキーマウス」や「ミニーマウス」の著作権切れが迫っており、権利者であるウォルト・ディズニー・カンパニーのロビー活動が背景にあったと言われる。よって、この法律はディズニーに対する皮肉の意味を込め「ミッキーマウス保護法」ないし「ミッキーマウス延命法」と揶揄され、2023年12月31日に両キャラクターのデビュー作である『蒸気船ウィリー』の著作権が失効し、初めて両キャラクターのパブリックドメインが発生するまで著作権保護が継続された。なお、「Mickey Mouse」や「ドナルド・ダック」といった、主要な「キャラクター名」や「作品名」（名称・図形・タイトルロゴなど）は「商標」その他の知的財産権でも保護されているため、仮に全作品の著作権が切れたとしても（「商標権」やその他知的財産権が存続するため）自由に商用目的で使えるわけではない。
パブリックドメインを目指すグループは、この法律は、アメリカ合衆国憲法第1条8節8項の「議会は、限られた期間中、作家と発明家に対して著作や発明に対する独占権を与えることができる」という規定に違反するものとして、差止訴訟を提起した。3人の市民が起こし（1999年）、様々な個人・52人の法学者・17人の経済学者・全米作家協会・インテルなどがこれを支持した。訴訟は、合衆国最高裁判所まで持ち込まれたが、評決により7対2で合憲とされ、成立が確定した（2003年2月）。
本判決後、アメリカ合衆国通商代表部 (USTR) は各国に対して著作権の保護期間を延長するよう圧力を強めている。隣国メキシコは従来、個人の死後または法人の公表後75年であった規定を100年に延長し（これは現時点で世界最長の保護期間）、日本は2003年に映画の著作物に対して、2018年にこの他の著作物に対して保護期間を個人の死後または法人の公表後50年から70年に、オーストラリアは2004年に全ての保護期間を、個人の死後または法人の公表後70年へと延長した。一方で、アメリカ合衆国連邦政府の延長要求を拒否し、現在も個人の死後または法人の公表後50年を維持している国や地域にはカナダ・ニュージーランド・中華民国などが存在する。